# Cis fernandezianus
Cis fernandezianus es una especie de coleóptero de la familia Ciidae.

## Distribución geográfica
Habita en Chile.